# Ковач, Борис
Бо́рис Ко́вач (серб. Борис Ковач; род. 1955, Нови-Сад) — сербский композитор и саксофонист.

## Биография
Ковач родился в Нови-Сад. В детстве учился играть на аккордеоне, затем год обучался игре на саксофоне, был самоучкой.
В 1977 году сформировал джазовую группу Meta Sekcija. В 1989 году основал в Нови-Саде камерный музыкальный театр «Зеркало» (серб. Ogledalo) и в дальнейшем работал преимущественно в небольших музыкальных театрах и камерных ансамблях. 
В 1991—1996 годах, избегая Югославских войн, жил в Италии, Австрии, Словении. После вернулся на родину. Под впечатлением от бомбардировок Югославии НАТО в 1999 году, он основал в 2001 году группу La Danza Apocalyptica Balcanica («Балканский апокалипсический танец»), сокращенно LaDaABa Orchest. Группа исполняла музыку для бальных танцев, «чтобы изгнать безумие войны». В 2001 году он выпустил альбом The Last Balkan Tango: An Apocalyptic Dance Party («Последнее балканское танго: апокалиптическая вечерника»). А в 2003 году продолжи его альбомом Ballads at the End of Time («Баллады конца времён»).
Музыка Ковача опирается на фольклорные традиции смесь балканских музыкальных традиций, сочетая их с широким спектром инокультурных заимствованием, вплоть до аргентинского танго.

## Дискография
- LP Ritual Nova, Symposion rec., Yugoslavia, 1986
- LP Ritual Nova 2, Recommended rec., London, 1989
- CD Profana Liturgija, ADN, Milan, 1991 / Kachara, Bukovac, 2004
- CD Ritual Nova Collection, Recommended rec.,London/USA, 1993
- CD Play on String (string quartet), More Music, Italy, 1996
- CD Anamnesis — Ecumenical Mysteries, Victo, Canada, 1996
- CD The Mask, Interzone/Ikarus, Yugoslavia/Austria, 1997
- CD East OFF Europe, Victo, Canada, 1998
- CD Mirror of the Voice (CD+book) Radio 021, Yugoslavia, 1999
- CD The Last Balkan Tango, PIRANHA, Berlin, 2001
- CD Ballads at the End of Time, PIRANHA, Berlin, 2003
- CD DAMARI, Kachara, Bukovac, 2004
- CD World after History, PIRANHA, Berlin, 2005
- 2XCD Chamber Music, Long Arms, Moscow, 2010